# Береговой конёк
Берегово́й конёк (лат. Anthus petrosus) — небольшая певчая птица из семейства трясогузковых.

## Описание
Береговой конёк достигает длины 16,5 см, весит примерно от 20 до 30 г. Размах крыльев составляет от 23 до 28 см. Клюв сильный, длинный, чёрный. В зависимости от сезона птицы имеют разную окраску и рисунок. Летом нижняя часть тела от желтоватого до грязно-белого цвета с полосами серо-бурого цвета. Спина оливкового цвета с тёмными штрихами. Хвост тёмный, серый по бокам. Зимой нижняя часть тела серого цвета, спина скорее тёмная. Он отличается от лугового и горного коньков тёмными ногами. Кроме того, он крупнее чем луговой конёк. В отличие от горного конька, в его окраске больше пятен, а «бровь» короче и слабее выражена в цвете.

## Распространение
Береговой конёк обитает на скалистом побережье Скандинавии, северном и западном побережье Великобритании, в Исландии, Ирландии, России и на севере Центральной Европы. Популяции в Ирландии, Великобритании и Франции — это оседлые птицы. Гнездящиеся на севере птицы мигрируют с сентября по декабрь в более южные регионы, на европейское побережье Атлантики до Гибралтара, Северной Германии и Греции, а также на алжирское и марокканское побережье. Там они селятся, прежде всего, на низком побережье с открытым песчаным пляжем.

## Образ жизни
Береговой конёк ведёт одиночный образ жизни, однако, зимой они встречаются в маленьких, свободных стаях. Птицы придерживаются одного места и чаще недалеко удаляются со своей территории.
Береговой конёк питается мухами, ногохвостками, личинками, моллюсками и мелким улитками, которых он находит на скалах, лугах и на пляже. Летом он не пренебрегает также семенами трав.

## Размножение

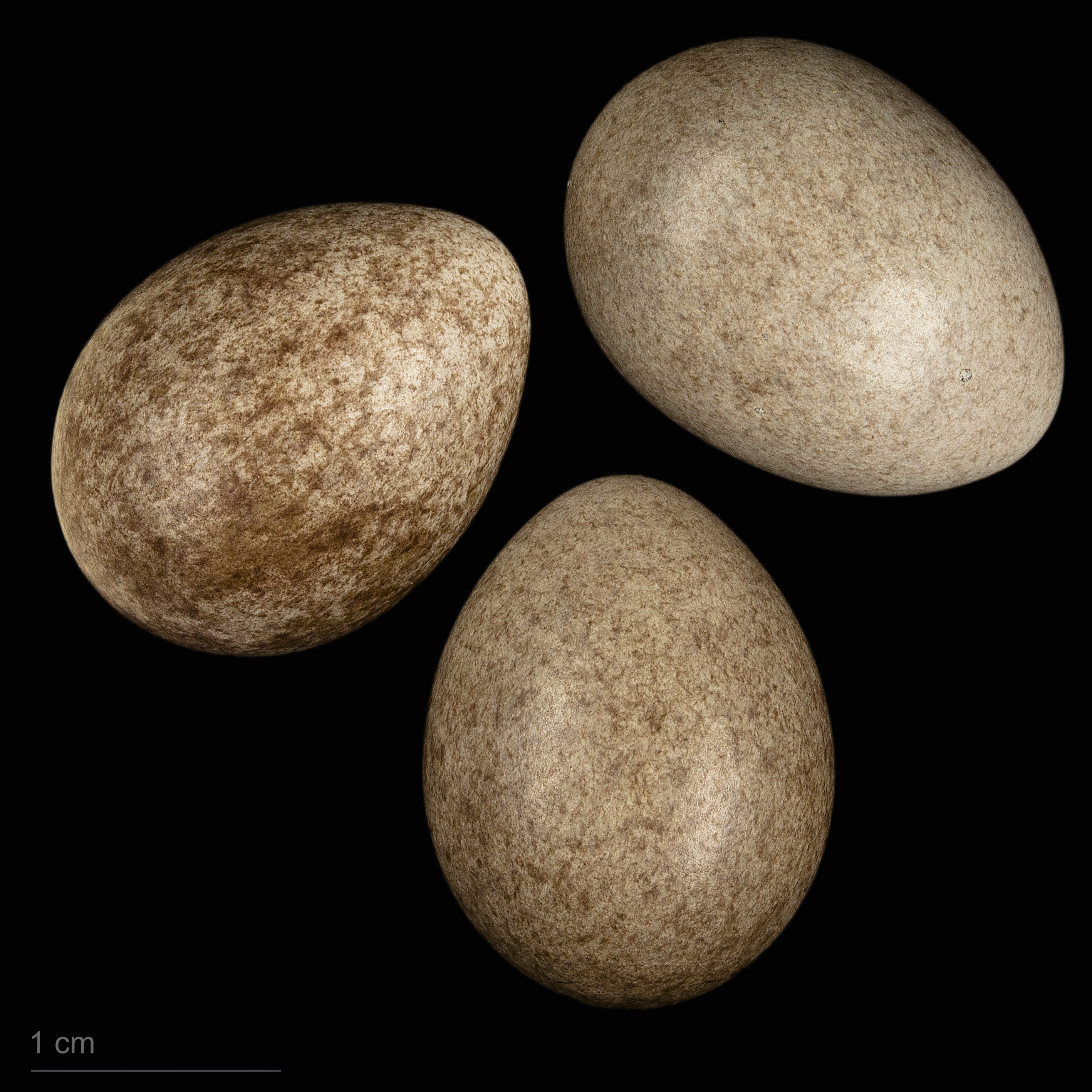
Яйца берегового конька (Тулузский музеум)

Токование и гнездовой период длится с апреля по июль. Оба пола демонстрируют полёт токования, сопровождаемый трелью. Гнездо в форме чаши устраивается самкой в углублении на земле, на скале или на заросших утёсах и выстилается изнутри травой и мхом. Снаружи оно облицовывается волосами и растительным материалом. Самка откладывает от 3-х до 6-ти светло-серых с темными крапинами яиц. В год происходит 2—3 кладки. Высиживает кладку исключительно самка, в то время как самец охраняет гнездовой участок. Примерно через 2 недели появляются птенцы. Родительские птицы кормят их насекомыми и через 15 дней птенцы покидают своё гнездо. В возрасте примерно 4-х недель они становятся самостоятельными. Продолжительность жизни птиц 5 лет.

## Подвиды

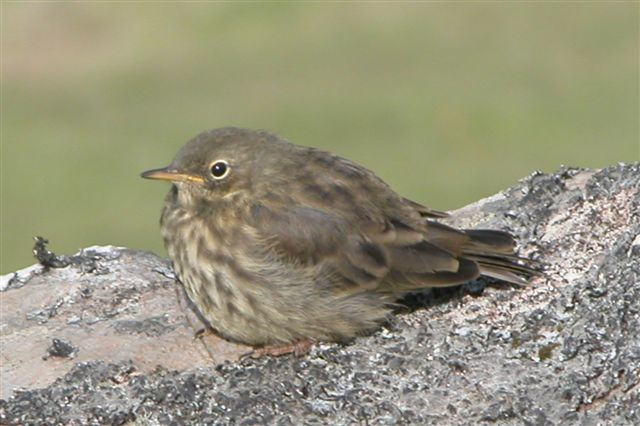
Слёток подвида Anthus petrosus kleinschmidti

Вид подразделяется несколькими авторами на следующие подвиды:
- Anthus petrosus petrosus обитает в Ирландии, Великобритании и на побережье Франции
- Anthus petrosus meinertzhageni живёт на Гебридских островах
- Anthus petrosus littoralis обитает в северо-западной Европе и Скандинавии
- Anthus petrosus kleinschmidti обитает на Фарерских островах